# Schulzenwasser
Das Schulzenwasser ist ein See südlich von Müllrose, zwischen Mixdorf und Schernsdorf gelegen. Er ist ein beliebtes Angelgewässer und liegt im Naturpark Schlaubetal. Er wird von der Schlaube durchflossen. Im See befinden sich zwei kleine Inseln.

## Fischerei
Es gibt vor allem Bestände von Aal, Hecht, Karpfen und Schleien. Das Angeln ist unter besonderer Berücksichtigung der Schutzbestimmungen des  Naturparks Schlaubetal gestattet. Angler können sich deswegen an den Fischer wenden, der den See nutzt.